# 阿卡雄区
阿卡雄区（法語：Arrondissement de Arcachon）是法国吉伦特省所辖的一个区。总面积1494平方公里，总人口153033，人口密度102人/平方公里（2017年）。主要城镇为阿卡雄。

## 辖区
阿卡雄区辖有17个市镇。